# Наймушин Георгій Федорович
Георгій Федорович Наймушин (29 березня 1914, село Наймушино Глазовського повіту Вятської губернії, тепер вимерле село Кіровської області, Російська Федерація — 25 листопада 1965, місто Москва, тепер Російська Федерація) — радянський діяч органів державної безпеки, голова КДБ при РМ Узбецької РСР, генерал-майор (18.02.1958). Депутат Верховної ради СРСР 6-го скликання.

## Життєпис
Народився в селянській родині. З 1925 по 1930 рік — колгоспник та рахівник колгоспу в селі Наймушино. У 1930 році вступив до комсомолу.
З січня 1930 року навчався на курсах при педагогічному технікумі в Нолінську Горьківського краю, з 1933 по 1934 рік — на курсах вчителів історії при Вятському державному педагогічному інституті.
З 1934 року працював учителем історії у неповній середній школі в селі Сосновка Унінського району Кіровської області, з вересня 1936 по червень 1940 року — вчителем історії в середній школі села Уні Унінського району Кіровської області.
Член ВКП(б) з квітня 1940 року.
З червня 1940 року служив червоноармійцем 650-го стрілецького полку 138-ї стрілецької дивізії РСЧА Закавказького військового округу в місті Кіровакані Вірменської РСР. З липня 1942 року — курсант Тбіліського військово-політичного училища. З січня 1943 року — політінспектор та секретар партбюро вузла зв'язку штаб 45-ї армії в місті Єревані. З липня 1943 року — заступник начальника армійського офіцерського резерву 45-ї армії з політичної частини. З березня 1944 по 1946 рік — агітатор, старший інструктор з агітації та пропаганди політвідділу 75-ї стрілецької дивізії в місті Хой (Іран).
У квітні 1946 — жовтні 1947 року — інструктор відділу кадрів Кіровського обласного комітету ВКП(б). У жовтні 1947 — січні 1948 року — завідувач сектору радянських і торгових кадрів відділу кадрів Кіровського обласного комітету ВКП(б).
В органах держбезпеки СРСР з січня 1948 року — слухач курсів підготовки керівного оперативного складу органів МДБ при Вищій школі МДБ СРСР. У березні 1950 року закінчив Вищу школу МДБ СРСР.
25 травня 1950 — 8 травня 1952 року — інструктор адміністративного відділу ЦК ВКП(б).
8 травня 1952 — квітень 1953 року — заступник завідувача сектору кадрів органів МДБ підвідділу кадрів МДБ та МВС адміністративного відділу ЦК КПРС.
8 травня 1953 — лютий 1954 року — інструктор сектору органів МВС відділу адміністративних та торговельно-фінансових органів ЦК КПРС.
У лютому 1954 — червні 1959 року — заступник начальника Управління кадрів КДБ при РМ СРСР.
У 1955 році заочно закінчив Вищу партійну школу при ЦК КПРС.
У червні 1959 — лютому 1960 року — заступник начальника 2-го Головного управління КДБ при РМ СРСР.
26 лютого 1960 — 14 грудня 1963 року — голова КДБ при Раді міністрів Узбецької РСР.
7 листопада 1963 — 25 листопада 1965 року — начальник УКДБ по Краснодарському краю РРФСР.
Помер 25 листопада 1965 року в Москві. Похований на Новодівочому цвинтарі Москви.

## Звання
- капітан (1945)
- підполковник (1950)
- полковник (1955)
- генерал-майор (18.02.1958)

## Нагороди
- орден «Знак Пошани» (1964)
- 7 медалей
- нагрудний знак «Почесний співробітник держбезпеки»